# Sergio Maspoli
Sergio Maspoli (* 20. Januar 1920 in Zürich; † 13. April 1987 in Morcote) war ein italienischsprachiger Schweizer Schriftsteller und Theaterregisseur.

## Leben
Sergio Maspoli Sohn des Pietro, Gemeindeweibels in Lugano, und der Amelia geborene Bazzurri. Er besuchte das Lehrerseminar in Locarno. Von 1940 bis 1985 war er für Radio der italienischsprachigen Schweiz tätig, schrieb und inszenierte 20 Fernsehspiele und verfasste 3000 Hörspiele (ein Hörspiel pro Woche), die vom Radio (RSI) ausgestrahlt wurden. Er war der bekannteste und produktivste Autor des Tessiner Dialekttheaters.
Er war der Vater des LdT-Politikers Flavio Maspoli.

## Werke (Auswahl)
- La botega da nümm matt. (Poesie). Ed. Pantarei, Lugano 1965.
- I maliardi. 10 racconti. Edizioni L.E.M.A., Agno 1969.
- Bügada al soo. Firappol e stroppol da quai ann mettüt in rigà. Istituto editoriale ticinese, Bellinzona 1979.